# NGC 7218
NGC 7218 ist eine Balken-Spiralgalaxie vom Hubble-Typ SBc im Sternbild Wassermann am Südsternhimmel. Sie ist schätzungsweise 78 Millionen Lichtjahre von der Milchstraße entfernt.
Das Objekt wurde am 6. September 1793 von William Herschel entdeckt.